# Flash Gordon - Il conquistatore dell'universo
Flash Gordon - Il conquistatore dell'universo (Flash Gordon Conquers the Universe) è un serial cinematografico del 1940 diretto da Ford Beebe e Ray Taylor. Prodotto dall'Universal, il film è basato sulla striscia a fumetti Flash Gordon ideata da Alex Raymond.
Il serial costituiva un film esteso in dodici episodi (ognuno di circa diciassette minuti), che venivano proiettati per una settimana nello stesso cinema. La conclusione di ogni episodio era caratterizzata dal cliffhanger, ovvero dal finale aperto, in sospeso, questo per invitare il pubblico ad andare al cinema anche la settimana successiva.

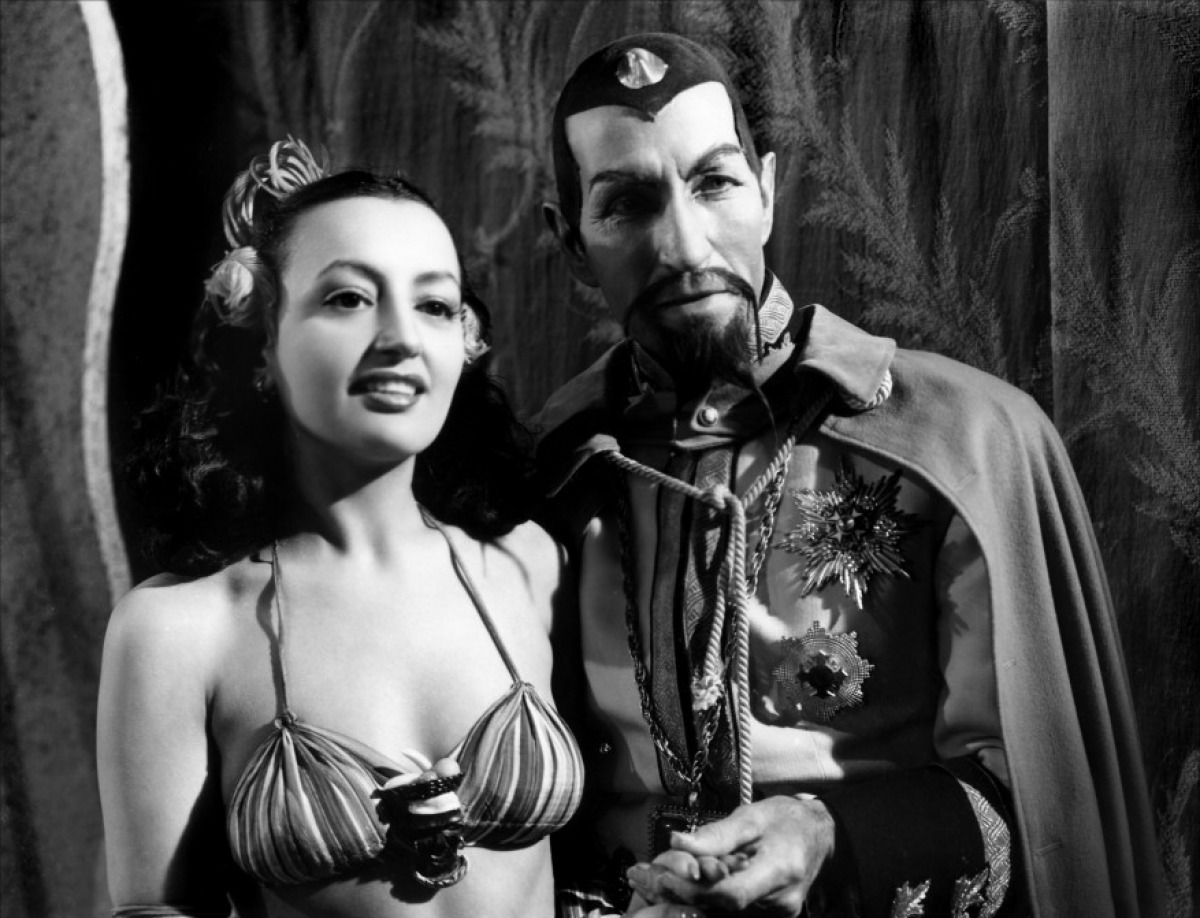
Shirley Deane & Charles Middleton

## Capitoli
1. "The Purple Death"
2. "Freezing Torture"
3. "Walking Bombs"
4. "The Destroying Ray"
5. "The Palace of Horror"
6. "Flaming Death"
7. "The Land of the Dead"
8. "The Fiery Abyss"
9. "The Pool of Peril"
10. "The Death Mist"
11. "Stark Treachery"
12. "Doom of the Dictator"